# Victor Thibault
Victor Thibault (París, 8 de març de 1867 - ?) va ser un tirador amb arc francès, que va competir a cavall del segle xix i el segle xx. El 1900 va prendre part en els Jocs Olímpics de París, on participà en dues proves del programa de tir amb arc. En ambdues guanyà la medalla de plata, en Au Cordon Doré 33 metres i Au Chapelet 33 metres.